# Marcos Witt
Jonathan Mark Witt Holder (San Antonio, 19 maggio 1962) è un cantante, compositore e pastore protestante statunitense. Di origine messicana, ha vinto quattro Latin Grammy Award.
Ampiamente considerato come la figura più famosa e più influente della storia della musica cristiana ispanica. Dal 15 settembre 2002, Witt è diventato Pastore per la comunità ispanica della Lakewood Church a Houston, in Texas.

## Carriera
Marcos Witt fonda nel 1987 in Messico la casa discografica CanZion Producciones. Il suo primo disco fu Canción a Dios, prodotto nel 1986. Nel 1991 con il disco Proyecto AA ottenne un successo internazionale in specialmodo con il brano Renuevame, tradotto anche in italiano ed utilizzato nelle funzioni liturgiche sia evangeliche che in alcune cattoliche.
Oltre a produrre musica, Witt ha fondato l'Instituto Canzion, una scuola internazionale di musica per la formazione di worship leader per chiese di lingua inglese e spagnola.

## Discografia
| Anno di pubblicazione | Titolo                        | Etichetta              |
| 1986                  | Canción a Dios                | CanZion                |
| 1988                  | Adoremos!                     | CanZion Word           |
| 1991                  | Proyecto AA                   | CanZion Word           |
| 1992                  | Te Anhelo                     | CanZion                |
| 1992                  | Te Exaltamos                  | Hosanna! Music         |
| 1993                  | Poderoso                      | CanZion Word           |
| 1994                  | Tú y Yo                       | CanZion Word           |
| 1994                  | Lo Mejor de Marcos            | CanZion                |
| 1994                  | ¡Alabadle!                    | CanZion                |
| 1995                  | Recordando... Una Misma Senda | CanZion                |
| 1996                  | Venció                        | CanZion                |
| 1996                  | Es Navidad                    | CanZion                |
| 1998                  | Preparad el Camino            | CanZion                |
| 1998                  | Lo Mejor de Instrumentales    | CanZion                |
| 1998                  | Lo Mejor de Marcos II         | CanZion                |
| 1999                  | Enciende Una Luz              | CanZion                |
| 2000                  | Homenaje a Jesús              | CanZion                |
| 2000                  | Vencéu                        | CanZion                |
| 2000                  | El Volverá                    | CanZion                |
| 2001                  | Vivencias                     | CanZion                |
| 2001                  | Sana Nuestra Tierra           | CanZion                |
| 2002                  | El Encuentro                  | CanZion                |
| 2003                  | Lo Mejor de Marcos III        | CanZion                |
| 2002                  | Dios de Pactos                | CanZion                |
| 2003                  | Amazing God                   | CanZion                |
| 2004                  | Recordando Otra Vez           | CanZion Sony BMG       |
| 2004                  | Tiempo de Navidad             | CanZion Sony BMG       |
| 2004                  | Antología                     | CanZion Sony Discos    |
| 2005                  | Dios es Bueno                 | CanZion Sony BMG/Norte |
| 2005                  | Christmas Time                | CanZion                |
| 2006                  | Alegría                       | CanZion Sony BMG/Norte |
| 2007                  | Sinfonía del Alma             | CanZion Vene Music     |
| 2008                  | Sobrenatural                  | CanZion Vene Music     |
| 2009                  | Marcos Witt En Adoración      | CanZion Vene Music     |
| 2011                  | 25° Concierto Conmemorativo   | CanZion                |

## Awards
Latin Grammy Awards
- 2003: Sana Nuestra Tierra – Miglior Album Cristiano
- 2004: Recordando Otra Vez – Miglior Album Cristiano (lingua spagnola)
- 2006: Dios es Bueno – Miglior Album Cristiano (lingua spagnola)
- 2007: Alegría – Miglior Album Cristiano (lingua spagnola)